# Stage Bottles
Die Stage Bottles sind eine im Jahre 1993 gegründete Oi!- und Punkband aus Frankfurt mit klar antifaschistischen Texten.

## Geschichte
Alex, Hoschi und Erik spielten, bevor sie zusammen mit Olaf die Stage Bottles gründeten, in der Band Barbapappas, deren Sänger aber weggezogen war. Olaf hatte zuvor schon einige Erfahrung als Saxophonist in der Band Blaggers ITA gemacht. 1993 gaben sie ihr erstes Konzert, bei ihrem zweiten Konzert kam 1994 die Sängerin Manu in die Band, deren weibliche Stimme in Kombination mit dem Saxophon von Olaf in den folgenden Jahren eines der Markenzeichen der Band wurde. Die Band hatte mit den Jahren eine immer leicht wechselnde Besetzung, die aber den musikalischen Charakter der Band nicht wesentlich verändert hat.
Die Stage Bottles geben nach wie vor regelmäßig Konzerte in Deutschland wie auch im Ausland (Europa, USA, Mexiko, Kanada, Russland).

## Stil
Die Stage Bottles spielen experimentellen Punkrock mit Anleihen aus Ska und Reggae, die Texte der Band sind dabei auf Englisch und oft sehr spaßbetont, aber auch teilweise klar antifaschistisch und arbeiterbewegt-klassenkämpferisch.

## Diskografie
- 1993: They Are Watching Me EP
- 1994: Corruption & Murder LP (CD-Wiederveröffentlichung 1998), Mad Butcher Records
- 1996: Take That EP
- 1998: Big Kick LP + CD, Mad Butcher Records
- 1999: Sometimes Antisocial but Always Antifascist EP
- 1999: Split EP mit No Respect
- 1999:  Keep On Fighting - Live In Hamburg LP, Mad Butcher Records
- 2000: We've Got to Fight Live-LP vom '99 Gig mit den Upstarts im Hamburger Docs
- 2000: Fetter Skinhead Split-MCD mit Los Fastidios
- 2001: I´ll Live My Life LP + CD, Mad Butcher Records
- 2002: Stage Bottles - 1993-2001 CD
- 2002: The Riot EP (Split mit Scrapy MCD + EP)
- 2004: New Flag LP + CD, Knock Out Records[6][7]
- 2007: Mr. Punch LP + CD, Knock Out Records[8][9]
- 2010: Power for Revenge LP + CD
- 2013: Fair Enough LP + CD
- 2013: One World, One Crew EP
- 2013: Split MCD One World, One Crew EP (Stage Bottles) + To Continue or Give Up EP (What We Feel)
- 2023: We Need Each Other (Fettfleck Records)